# Lenningen
Lenningen település Németországban, azon belül Baden-Württembergben. Lakosainak száma 8225 fő (2023. december 31.). Lenningen Erkenbrechtsweiler községgel határos.

## Népesség
A település népessége az elmúlt években az alábbi módon változott:
| Lakosok száma | 6954 | 7343 | 7875 | 7777 | 8049 | 9167 | 8697 | 8512 | 7963 | 8225 |
|               | 1961 | 1967 | 1974 | 1980 | 1987 | 1993 | 2000 | 2006 | 2013 | 2023 |